# Alice Lake
Alice Lake (ur. 12 września 1895, zm. 15 listopada 1967) – amerykańska aktorka filmowa kina niemego i dźwiękowego. W szczytowym okresie swojej kariery miała zarabiać 1200 dolarów tygodniowo, co na owe czasy było niebagatelną sumą. Zagrała łącznie w około 100 filmach.

## Wybrana filmografia
- 1912: The Picture Idol (krótkometrażowy)
- 1915: Grając zmarłego
- 1917: Jego noc poślubna
- 1917: Rzeźnik
- 1918: Dobranoc siostro! (krótkometrażowy) jako szalona kobieta
- 1918: Out West
- 1921: Zniesławiona panna Revell jako Julien Revell/Paula Revell
- 1927: Anioł z Broadwayu jako Goldie
- 1934: Barnum jako kobieta w muzeum
- 1934: Flip i Flap w krainie cudów jako kobieta z miasteczka

## Wyróżnienia
Posiada swoją gwiazdę na Hollywoodzkiej Alei Gwiazd.